# Сола Буска тарот
Сола Буска тарот је најранији потпуно очуван пример тарот шпила од 78 карата. То је уједно и најранији тарот шпил у коме су илустроване и све обичне карте и такође је најранији тарот шпил у коме илустрације адута одступају од класичне иконографије тарота. За разлику од ранијег Висконти-Сфорца тарот шпила, карте Сола Буске су нумерисане. Адути имају римске бројеве, док обичне карте боје имају арапске бројеве. Шпил је креирао и угравирао на металу непознати уметник крајем 15. века. Познато је да постоји један комплетан ручно осликан шпил, заједно са 35 необојених карата које држе различити музеји. Шпил се истиче не само по старости, већ и по квалитету уметничког дела, коју карактеришу експресивне фигуре угравиране прецизним контурама и сенчењем. Предложене су различите теорије о томе ко је створио шпил, али његово ауторство је и даље непознато.

## Адути
- 0 – Mato
- I – Panfilio
- II – Postumio
- III – Lenpio
- IV – Mario
- V – Catulo
- VI – Sesto
- VII – Deo Tauro
- VIII – Nerone
- IX – Falco
- X – Venturio
- XI – Tulio
- XII – Carbone
- XIII – Catone
- XIIII – Bocho
- XV – Metelo
- XVI – Olivo
- XVII – Ipeo
- XVIII – Lentulo
- XIX – Sabino
- XX – Nenbroto
- XXI – Nabuchodenasor

## Обичне карте

### Пехари
- Ас пехара
- Два пехара
- Три пехара
- Четири пехара
- Пет пехара
- Шест пехара
- Седам пехара
- Осам пехара
- Девет пехара
- Десет пехара
- Паж пехара
- Витез пехара
- Краљица пехара
- Краљ пехара

### Новчићи
- Ас новчић
- Два новчића
- Три новчића
- Четири новчића
- Пет новчића
- Шест новчића
- Седам новчића
- Осам новчића
- Девет новчића
- Десет новчића
- Паж новчића
- Витез новчића
- Краљица новчића
- Краљ новчића

### Штапови
- Ас штапова
- Два штапа
- Три штапа
- Четири штапа
- Пет штапова
- Шест штапова
- Седам штапова
- Осам штапова
- Девет штапова
- Десет штапова
- Паж штапова
- Витез штапова
- Краљица штапова
- Краљ штапова

### Мачеви
- Ас мача
- Два мача
- Три мача
- Четири мача
- Пет мачева
- Шест мачева
- Седам мачева
- Осам мачева
- Девет мачева
- Десет мачева
- Паж мачева
- Витез мачева
- Краљица мачева
- Краљ мачева